# Corona di fango
Corona di fango (No Other Woman) è un film muto del 1928 diretto da Lou Tellegen.

## Trama
In Francia, nell'esclusiva località balneare di Biarritz, il giovane e ingenuo Maurice confessa all'amico Albert dell'attrazione che prova per la bella sudamericana Carmelita Desano. Ma rivela anche i suoi timori di essere preso per un cacciatore di dote, visto che la ragazza è una ricca ereditiera. Albert, allora, decide di corteggiare lui Carmelita alla quale racconta che Maurice è talmente sicuro di lei, che aveva programmato già in anticipo di annunciare quella sera il loro fidanzamento.
L'ereditiera, pur se seccata dal comportamento disinvolto di Maurice, decide di accettare lo stesso la sua proposta di matrimonio. Ma Albert la convince, allora, che esiste una relazione tra l'amico e Mafalda, un'attrice pronta ad aiutarlo nel suo piano. Delusa e umiliata, Carmelita si lascia corteggiare da Albert, fino a sposarlo.
Due anni dopo, la donna si è resa conto dello sbaglio fatto e del vero carattere del marito che, oltretutto, ha perso gran parte della fortuna di Carmelita. Di nuovo a Biarritz, i due incontrano Maurice. Dopo un tragico avvenimento, Albert muore. E Carmelita e Maurice, riuniti, possono finalmente coronare il loro sogno d'amore.

## Produzione
Il film fu prodotto dalla Fox Film Corporation.

## Distribuzione
Il copyright del film, richiesto dalla Fox Film Corp., fu registrato il 1º giugno 1928 con il numero LP25320.
Distribuito negli Stati Uniti dalla Fox Film Corporation, il film - presentato da William Fox - uscì nelle sale cinematografiche il 10 giugno 1928 dopo una prima che si era tenuta il giorno precedente (9 giugno) a Hartford.
Non si conoscono copie ancora esistenti della pellicola che viene considerata presumibilmente perduta.